# Великі області з низькою швидкістю зсуву

Анімація областей з низькою швидкістю зсуву на підставі даних сейсмічної томографії.

Великі області з низькою швидкістю зсуву (англ. Large low-shear-velocity provinces, LLSVP) — структури нижньої частини мантії Землі, прилеглі до зовнішнього ядра планети. Іноді їх називають суперплюмами.

## Загальний опис
LLSVP характеризуються повільними швидкостями зсувних хвиль і були виявлені сейсмічною томографією.
Розрізняють африканську і тихоокеанську великі області (англ. superplumes), які в поперечному напрямку мають розмір кілька тисяч кілометрів, вертикальне поширення областей від зовнішнього ядра в глибину мантії досягає тисячі кілометрів. Загальний об'єм областей становить 8 % об'єму мантії або 6 % всього об'єму Землі.

## Можливе походження
В даний час провідною гіпотезою утворення LLSVP є накопичення субдукованих океанічних плит. Це відповідає місцю розташування відомих кладовищ плит, що оточують Тихоокеанську LLSVP. Вважається, що ці кладовища також є причиною високошвидкісної зони, що оточує Тихоокеанські аномалії LLSVP, і, як вважають, утворилися зонами субдукції, які існували приблизно 750 мільйонів років тому, задовго до розпаду суперконтиненту Родинія. Завдяки високій температурі плита частково розплавляється, утворюючи щільний важкий розплав, який формує зони наднизької швидкості поперечних хвиль, розташовані між зонами субдукції і областями LLSVP. Інша частина матеріалу потім піднімається вгору завдяки хімічній плавучості і сприяє високому вмісту базальту в серединно-океанічному хребті. В результаті цих процесів на кордоні ядро-мантія формуються невеликі скупчення малих плюмів, які зливаються, утворюючи більші плюми, а потім об'єднуються в суперплюми. У цьому сценарії Тихоокеанські і Африканські LLSVP спочатку створюються в результаті викиду тепла з ядра (4000 K) в набагато більш холодну мантію (2000 K), а розплавлені фрагменти літосфери допомагають керувати конвекційним суперплюмом. Оскільки ядру Землі було б важко підтримувати таке високе тепло саме по собі, це свідчить про існування радіогенних нуклідів в ядрі, а також вказує, що якщо літосфера перестане зазнавати субдукції в місцях утворення суперплюму, це ознаменує занепад цього суперплюма.
Друга гіпотеза походження LLSVP пояснює їх утворення зіткненням Землі з гіпотетичною планетою під назвою Тейя, в результаті чого, можливо, утворився Місяць. Передбачається, що LLSVP є фрагментами мантії цієї планети, які опустилися до межі між ядром і мантією Землі. Висока густина цих фрагментів пов'язана з більш високим вмістом оксиду заліза (II) в порівнянні з іншою частиною мантії Землі. Високий вміст оксиду заліза (II) узгоджується з ізотопною геохімією місячних зразків, а також базальтів океанічних островів, що лежать над LLSV.

## Інтернет-ресурси
- Garnero, E. (21–23 March 2013). Possible reservoirs of radioactivity in the deep mantle (PDF). Neutrino Geoscience 2013. Takayama, Japan. Архів оригіналу (PDF) за 8 травня 2021. Процитовано 8 серпня 2021.